# Irene de Lecce
|  | Per a altres significats, vegeu «Santa Irene». |

Irene de Lecce, Erina o Irene de Magedo (Lupiae, actual Lecce, Pulla, s. I?) és una personalitat envoltada de llegendes, de la que no es conserven dades certes, llevat d'una vida antiga extreta del Menologi de Basili II, ja del segle X i, per tant, molt posterior a la seva vida. Probablement, es tracta d'un personatge llegendari. És venerat, tot i així, com a santa per tota la cristiandat.

## Llegenda
Segons aquesta tradició, Irene, anomenada també Erina, era filla del noble Licini, que, zelós de la bellesa de la seva filla, als sis anys la va fer tancar en una torre, vigilida sempre per tretze servents. La llegenda diu que Déu infongué a la noia la doctrina cristiana i Sant Timoteu, deixeble de Sant Pau de Tars, la batejà. El seu pare, pagà i enrabiat, va voler matar-la i la feu lligar a un cavall encabritat, però miraculosament se'n salvà, mentre que el pare morí arran d'una mossegada del cavall.
La jove pregà i el seu pare ressuscità, que es convertí, amb tres mil pagans més, al cristianisme. El governador de Lupiae, Ampeli, intentà fer-la abjurar i, en no voler ella, la feu torturar i decapitar.

## Irene de Magedo
Altres versions de la vida modifiquen la llegenda i diuen que Irene nasqué a Magedo (Pèrsia) i que era filla d'un rei, i que abans d'ésser batejada es deia Penèlope. Després de molts miracles, fou executada per ordre del rei Sapor, cap al 272.

## Veneració
Venerada des d'antic, ja al segle v hi havia a Constantinoble dues esglésies dedicades a la santa, una de les quals encara es conserva. Santa Irene fou patrona de Lecce fins al 1656, quan fou substituïda, arran d'un miracle, per Sant Oronci.

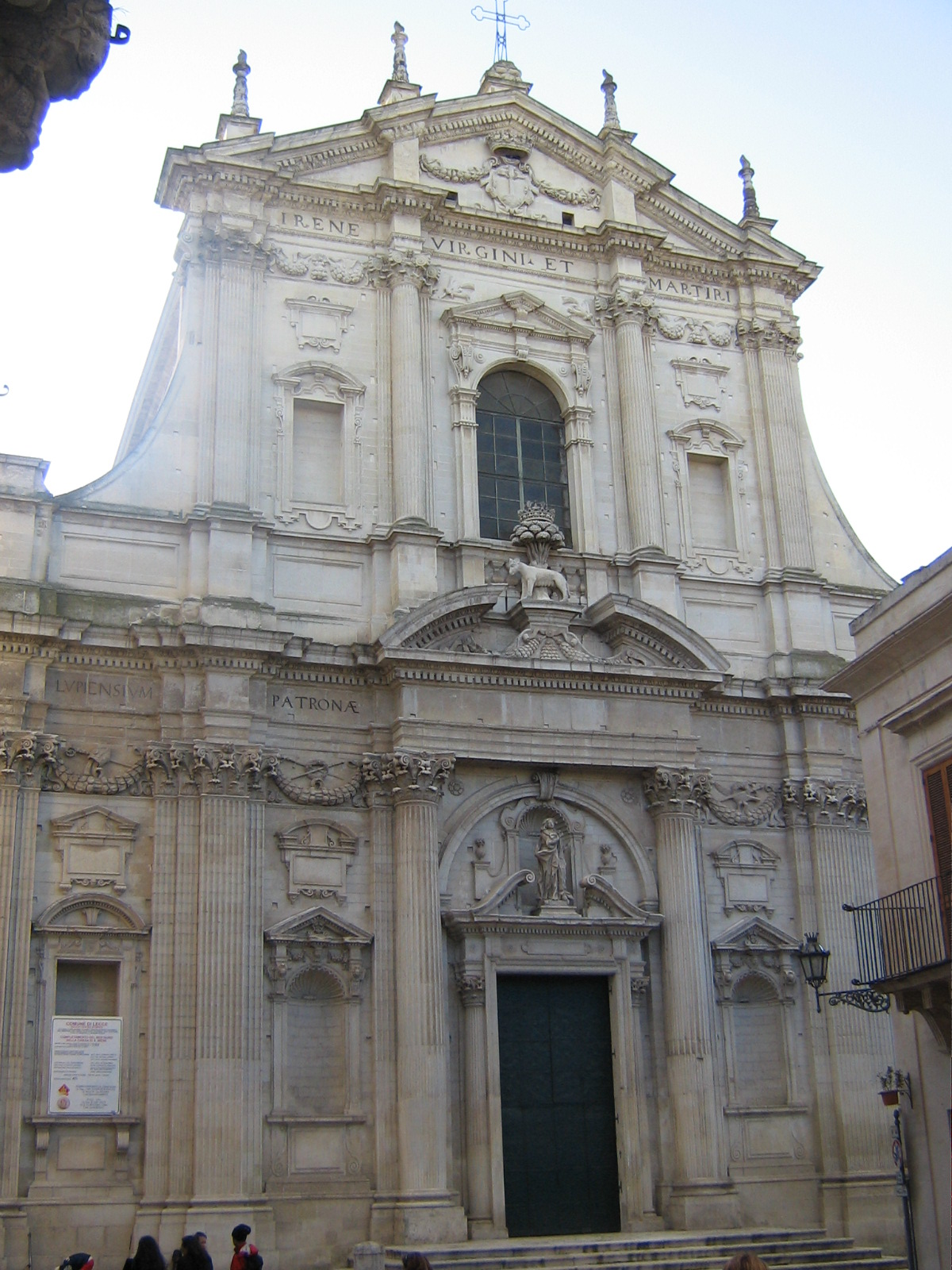
Sant'Irene (Lecce).
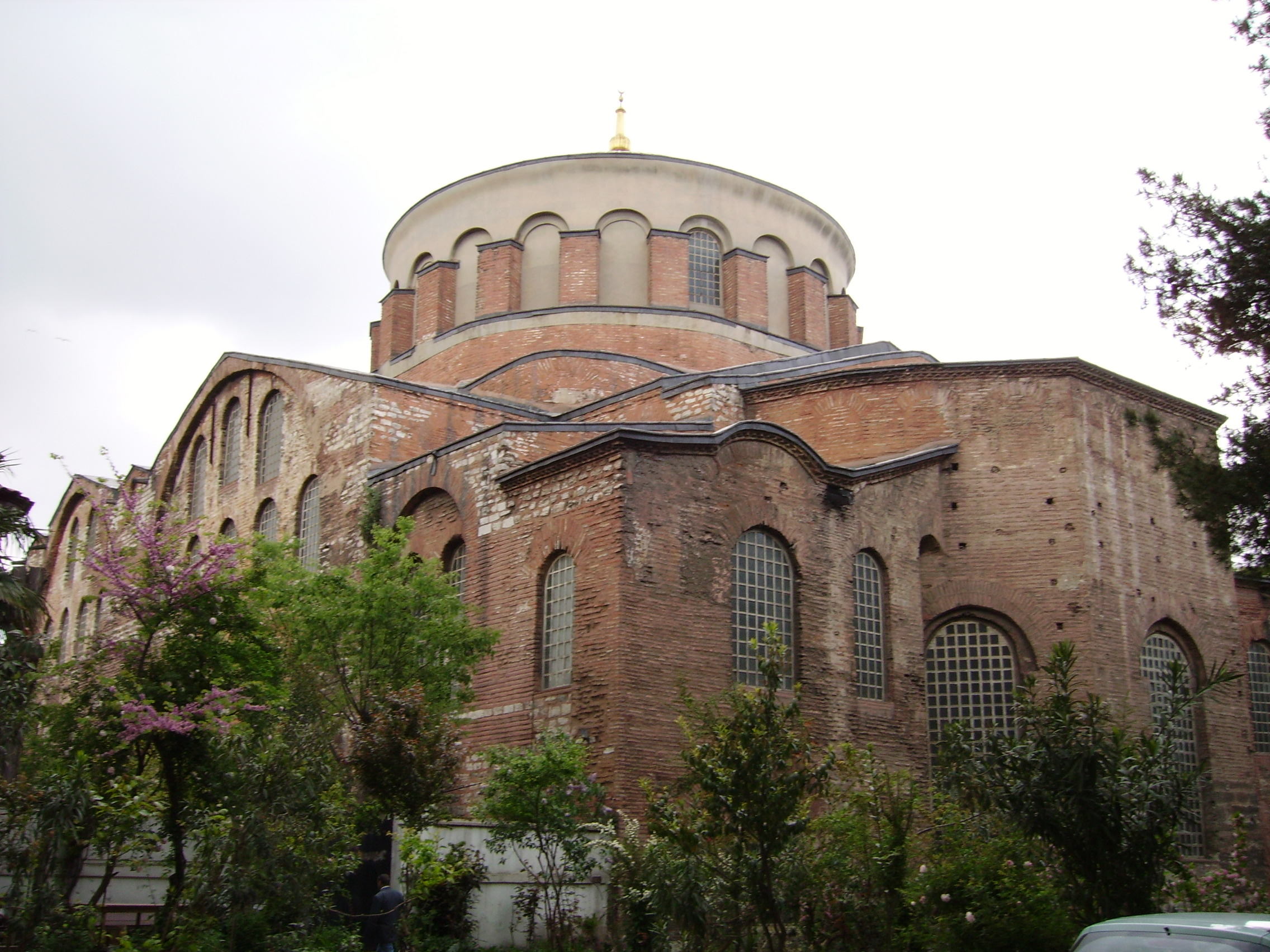
Hagia Eirene, a Istanbul, fundada al s. V
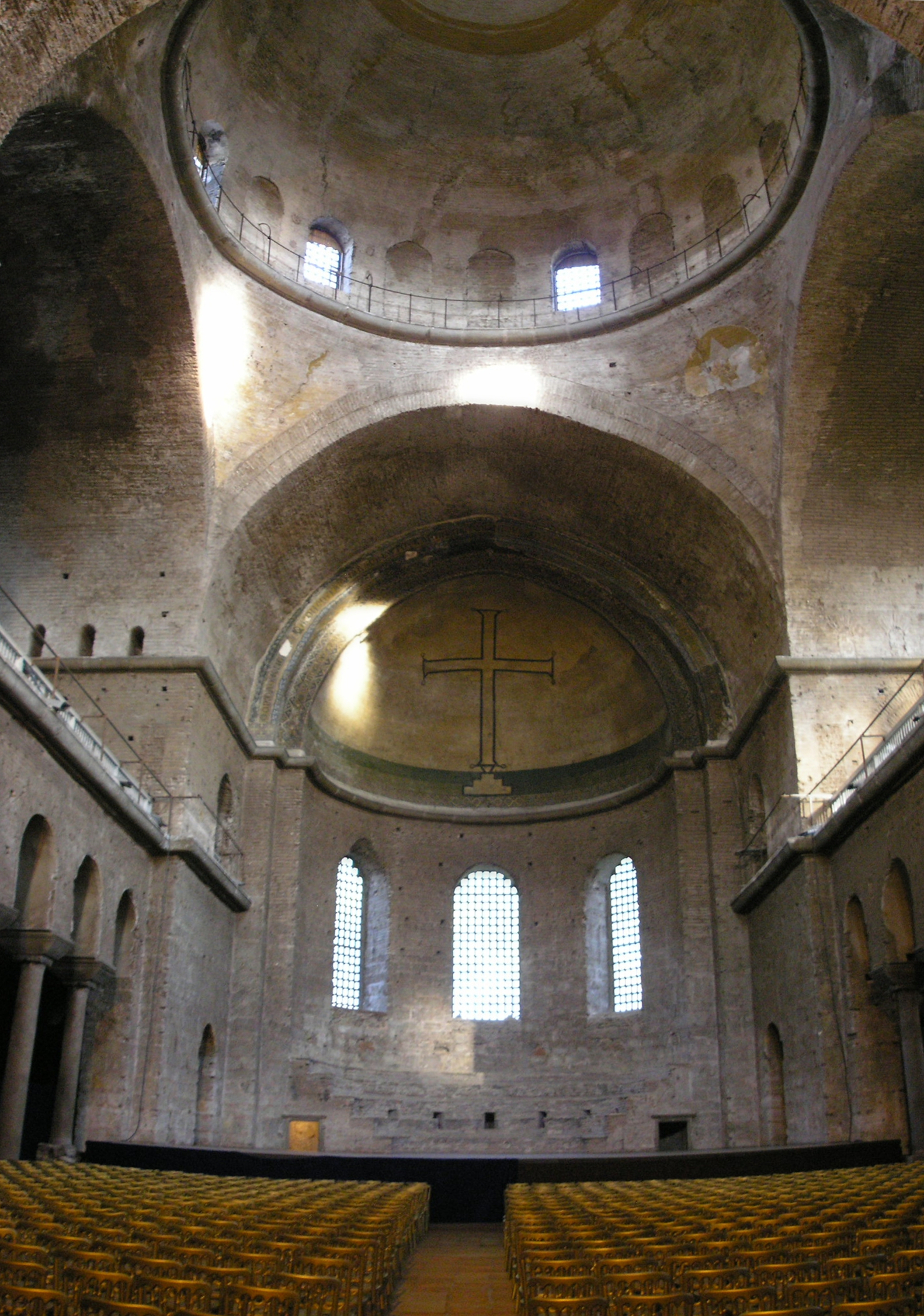
Santa Irene de Constantinoble.